# Augustowo (Dźwierzuty)
Augustowo (deutsch Augusthof) ist ein kleiner Ort in der polnischen Woiwodschaft Ermland-Masuren und gehört zur Gmina Dźwierzuty (Mensguth, Dorf) im Powiat Szczycieński (Kreis Rastenburg).

## Geographische Lage
Augustowo liegt in der südlichen Mitte der Woiwodschaft Ermland-Masuren, 20 Kilometer nördlich der Kreisstadt Szczytno (deutsch Ortelsburg).

## Geschichte
Das Gut Augusthof entstand am 29. Juni 1841 aus dem Abbau Fresien und war eines von acht Abbauten des ostpreußischen Dorfes Sczepanken (1938 bis 1945 Stauchwitz, polnisch Szczepankowo) im Kreis Ortelsburg, zu dem es bis 1945 gehörte.
In Kriegsfolge wurde das Dorf 1945 mit dem gesamten südlichen Ostpreußen an Polen überstellt. Es erhielt die polnische Namensform „Augustowo“ und ist heute eine Siedlung (polnisch Osada) innerhalb der Landgemeinde Dźwierzuty (Mensguth, Dorf) im Powiat Szczycieński (Kreis Ortelsburg), bis 1998 der Woiwodschaft Olsztyn, seither der Woiwodschaft Ermland-Masuren zugehörig.

## Kirche
Bis 1945 war Augusthof in die evangelische Kirche Mensguth in der Kirchenprovinz Ostpreußen der Kirche der Altpreußischen Union sowie in die katholische Kirche Mensguth im damaligen Bistum Ermland eingepfarrt.
Auch heute ist Augustowo kirchlicherseits zum inzwischen „Dźwierzuty“ genannten Ort hin orientiert: zur dortigen katholischen Pfarrei und zur evangelischen Kirche, die jetzt eine Filialkirche der Pfarrei Pasym (Passenheim) in der Diözese Masuren der Evangelisch-Augsburgischen Kirche in Polen ist.

## Verkehr
Augustowo ist durch seine Lage an der Landesstraße 57 (frühere deutsche Reichsstraße 128) verkehrsmäßig begünstigt. Außerdem ist der Ort mit den westlichen Nachbarorten verbunden. Eine Anbindung an den Bahnverkehr existiert nicht.